# Campionato austriaco di hockey su pista 2015
Il Campionato Austriaco 2015 (de:Österreichischer Meister) è stata la 24ª edizione dell'omonimo torneo riservato alle squadre di hockey su pista austriache. Esso è stato organizzato dalla Federazione di pattinaggio dell'Austria. La competizione è iniziata il 21 aprile e si è conclusa il 13 giugno 2015.
Il torneo fu vinto dal Wolfurt per la 5ª volta nella sua storia.

## Squadre partecipanti
| Club       | Stagione | Città    | Impianto            | Sponsor | Stagione precedente          |
| ---------- | -------- | -------- | ------------------- | ------- | ---------------------------- |
| Dornbirn   | Dettagli | Dornbirn | Stadthalle Dornbirn |         | 2°                           |
| Dornbirn B | Dettagli | Dornbirn | Stadthalle Dornbirn |         | 3°                           |
| Villach    | Dettagli | Villach  | Ballspielhalle Lind |         | Campione d'Austria in carica |
| Wolfurt    | Dettagli | Wolfurt  | HockeyArena Wolfurt |         | 4°                           |

## Risultati
| Andata (1ª) | Andata (1ª) | 1ª giornata         | Ritorno (4ª) | Ritorno (4ª) |
|             |             |                     |              |              |
| 21 apr.     | 3-12        | Dornbirn B-Dornbirn | 3-9          | 17 mag.      |
| 16 mag.     | 2-7         | Villach-Wolfurt     | 2-5          | 30 mag.      |

| Andata (2ª) | Andata (2ª) | 2ª giornata        | Ritorno (5ª) | Ritorno (5ª) |
|             |             |                    |              |              |
| 14 mag.     | 4-3         | Wolfurt-Dornbirn   | 5-3          | 4 giu.       |
| 14 mag.     | 11-7        | Villach-Dornbirn B | 9-1          | 31 mag.      |

| Andata (3ª) | Andata (3ª) | 3ª giornata        | Ritorno (6ª) | Ritorno (6ª) |  |
|             |             |                    |              |              |  |
| 21 mag.     | 9-2         | Wolfurt-Dornbirn B | 5-7          | 13 giu.      |  |
| 16 mag.     | 7-3         | Villach-Dornbirn   | 2-8          | 13 giu.      |  |

### Classifica
|                    | Pos. | Squadra    | Pt | G | V | N | S | GF | GS | D   | Note / Qualificazioni |
| ------------------ | ---- | ---------- | -- | - | - | - | - | -- | -- | --- | --------------------- |
| Austria (bandiera) | 1.   | Wolfurt    | 15 | 6 | 5 | 0 | 1 | 35 | 19 | +16 |                       |
|                    | 2.   | Dornbirn   | 9  | 6 | 3 | 0 | 3 | 38 | 24 | +14 |                       |
|                    | 3.   | Villach    | 9  | 6 | 3 | 0 | 3 | 33 | 31 | +2  |                       |
|                    | 4.   | Dornbirn B | 3  | 6 | 1 | 0 | 5 | 23 | 55 | -32 |                       |

## Verdetti
| Qualificazioni / retrocessioni | Club                     |
| ------------------------------ | ------------------------ |
| Campione d'Austria 2015        | Wolfurt (5º titolo)      |
| Coppa CERS 2015-2016           | Wolfurt Dornbirn Villach |